# العلاقات الدومينيكية الناوروية
العلاقات الدومينيكية الناوروية هي العلاقات الثنائية التي تجمع بين دومينيكا وناورو.

## مقارنة بين البلدين
هذه مقارنة عامة ومرجعية للدولتين:
| وجه المقارنة                                              | دومينيكا              | ناورو                          |
| --------------------------------------------------------- | --------------------- | ------------------------------ |
| المساحة (كم2)                                             | 751                   | 21                             |
| عدد السكان (نسمة)                                         | 73.92 ألف             | 10.08 ألف                      |
| الكثافة السكانية (ن./كم²)                                 | 9.84 ألف              | 48.00 ألف                      |
| العاصمة                                                   | روسو                  | ضاحية يارين                    |
| اللغة الرسمية                                             | لغة إنجليزية          | اللغة الناورونية، لغة إنجليزية |
| العملة                                                    | دولار شرق الكاريبي    | دولار أسترالي                  |
| الناتج المحلي الإجمالي (بليون دولار)                      | 562.54 مليون          | 113.88 مليون                   |
| الناتج المحلي الإجمالي (تعادل القوة الشرائية) بليون دولار | 789.63 مليون          | 162.98 مليون                   |
| الناتج المحلي الإجمالي الاسمي للفرد دولار أمريكي          | 7.12 ألف              | 9.83 ألف                       |
| الناتج المحلي الإجمالي للفرد دولار أمريكي                 | 10.88 ألف             |                                |
| مؤشر التنمية البشرية                                      | 0.724                 |                                |
| رمز المكالمات الدولي                                      | +1767                 | +674                           |
| رمز الإنترنت                                              | .dm                   | .nr                            |
| المنطقة الزمنية                                           | 00، توقيت أطلنطي موحد | ت ع م+12:00                    |

## منظمات دولية مشتركة
يشترك البلدان في عضوية مجموعة من المنظمات الدولية، منها:
| علم المنظمة | اسم المنظمة                                 | تاريخ انضمام دومينيكا | تاريخ انضمام ناورو |
| ----------- | ------------------------------------------- | --------------------- | ------------------ |
|             | يونسكو                                      | 9 يناير 1979          | 17 أكتوبر 1996     |
|             | منظمة حظر الأسلحة الكيميائية                | ?                     | ?                  |
|             | الاتحاد البريدي العالمي                     | ?                     | ?                  |
|             | منظمة الشرطة الجنائية الدولية               | ?                     | ?                  |
|             | الأمم المتحدة                               | 18 ديسمبر 1978        | 14 سبتمبر 1999     |
|             | الاتحاد الدولي للاتصالات                    | 28 أكتوبر 1996        | 10 يونيو 1969      |
|             | مجموعة دول أفريقيا والكاريبي والمحيط الهادئ | ?                     | ?                  |
|             | تحالف الدول الجزرية الصغيرة                 | ?                     | ?                  |
|             | دول الكومنولث                               | ?                     | ?                  |